# Bhrigu

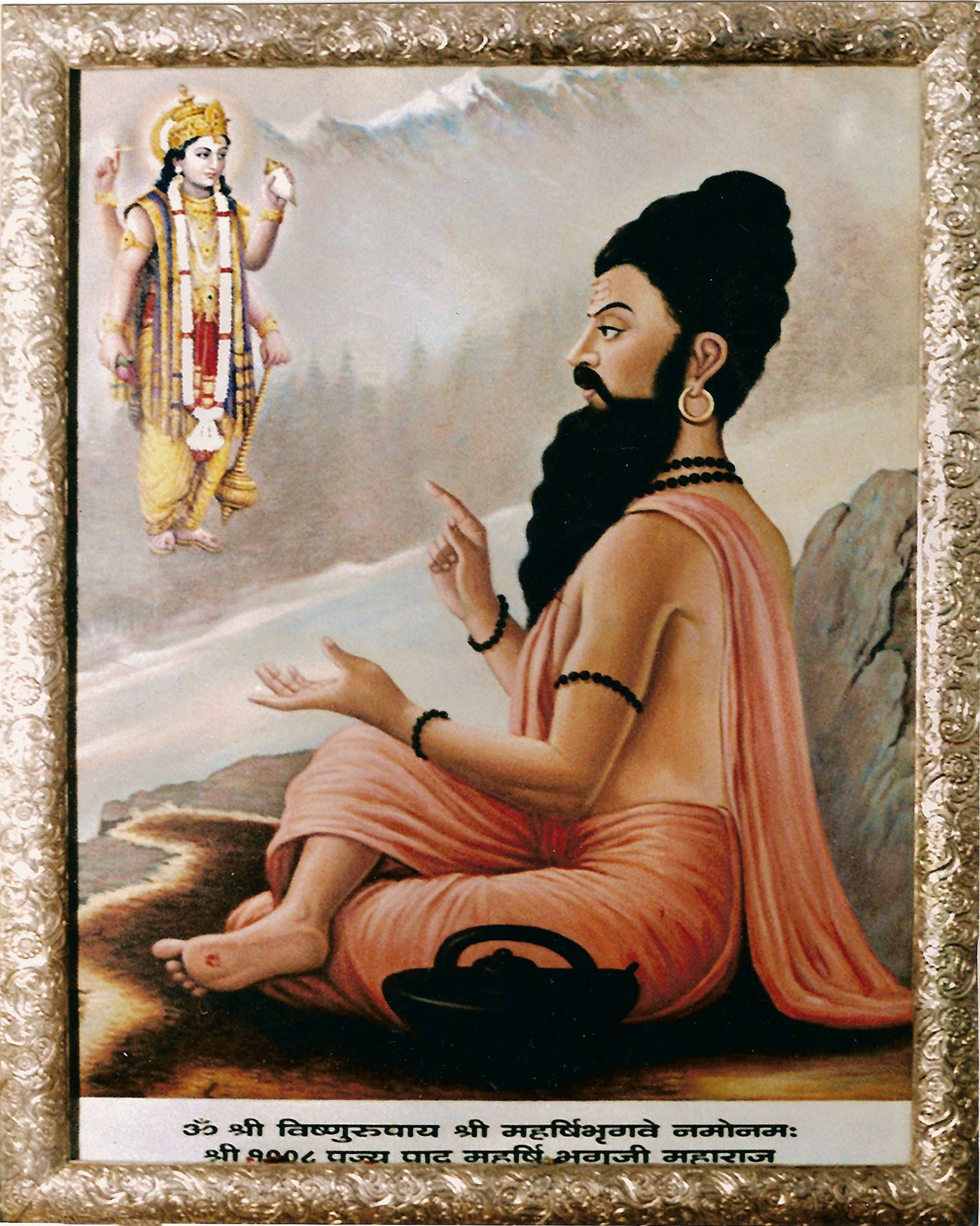
En tavla föreställande Bhrigu

Bhrigu, i indisk mytologi ursprungligen benämning på mystiska väsenden, som uppfunnit elden och givit den åt människorna, är i den senare hindilitteraturen namn på en högt prisad mytologisk personlighet, en av de sju vise och Brahmas son.